# Wieliczka (gemeente)

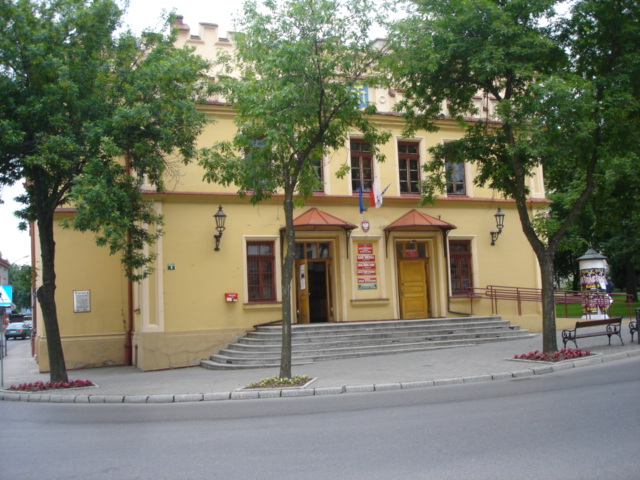
Rechtbank in Wieliczka

Wieliczka is een stad- en landgemeente in het Poolse woiwodschap Klein-Polen, in powiat Wielicki.
De zetel van de gemeente is de stad Wieliczka.

## Oppervlakte gegevens
In 2005 was de oppervlakte van Wieliczka 100,1 km², waarvan:
- agrarisch gebied: 73%
- bossen: 8%

De gemeente beslaat 23,3% van de totale oppervlakte van de powiat.

## Demografie
Op 31 december 2006, telde de gemeente 48.599 inwoners.
| Omschrijving                   | Totaal | Totaal | Vrouwen | Vrouwen | Mannen | Mannen |
| ------------------------------ | ------ | ------ | ------- | ------- | ------ | ------ |
| eenheid                        | aantal | %      | aantal  | %       | aantal | %      |
| inwoners                       | 48 599 | 100    | 25 068  | 51,6    | 23 531 | 48,4   |
| bevolkingsdichtheid (inw./km²) | 485,5  | 485,5  | 250,4   | 250,4   | 235,1  | 235,1  |

## Administratieve plaatsen (sołectwo)
Brzegi, Byszyce, Chorągwica, Czarnochowice, Dobranowice, Golkowice, Gorzków, Grabie, Grabówki, Grajów, Jankówka, Janowice, Kokotów, Koźmice Małe, Koźmice Wielkie, Lednica Górna, Mała Wieś, Mietniów, Pawlikowice, Podstolice, Raciborsko, Rożnowa, Siercza, Strumiany, Sułków, Sygneczów, Śledziejowice, Węgrzce Wielkie, Zabawa.

## Aangrenzende gemeenten
Biskupice, Dobczyce, Gdów, Kraków, Niepołomice, Siepraw, Świątniki Górne.